# Scott Zona
Scott Zona (n. 24 de julio de 1959 en Estados Unidos) es botánico, horticultor y profesor. Especialista en palmas (Arecaceae), aunque ha publicado investigaciones sobre Paeoniaceae, Acanthaceae, Agavaceae, Oleaceae, Solanaceae, y Asteraceae. Ha trabajado en el Jardín Botánico Rancho Santa Ana, en "Fairchild Tropical Garden", de Miami, y en el "Departamento de Ciencias Biológicas, de la "Florida International University", de Miami.
En 1981, obtuvo su B.S. en Plant Science (Horticultura), en la Universidad de Florida. Y su M.S. en Botánica, en la misma Universidad, en 1983, y su mayor supervisor fue el Dr. Walter S. Judd. Y en 1989 su Ph.D. en Botánica, en el "Rancho Santa Ana Botanic Garden" y en "Claremont Graduate School", de California, y su supervisor, el Dr. Sherwin Carlquist.
Es coeditor de PALMS: la revista de la "International Palm Society".

## Algunas publicaciones
- Zona, S. 2008. The horticultural history of the Canary Island Date Palm (Phoenix canariensis). Garden History 36: 301–308
- Lewis, CE; S Zona. 2008. Leucothrinax morrisii, a new name for a familiar Caribbean palm. PALMS 52: 84–88
- Zona, S; R Verdecia, A Leiva Sánchez, CE Lewis, M Maunder (2007). «The conservation status of West Indian palms (Arecaceae)». Oryx 41 (3): 300-05. doi:10.1017/S0030605307000404.
- Baker, WJ; S Zona, CD Heatubun, CE Lewis, RA Maturbongs, MV Norup. 2006. Dransfieldia (Arecaceae) – A new palm genus from western New Guinea. Syst. Bot. 31: 61–69
- Zona, S. 2005. A revision of Ptychococcus. Syst. Bot. 30: 520–529
- ----. 2004. Raphides in palm embryos and their systematic distribution. Ann. of Botany 93: 415–421
- ----. 2002. A revision of Pseudophoenix. PALMS 46: 19–38
- ----. 2001.  Whose trees are these? Botanical gardens and the Convention on Biological Diversity. Public Garden 16(1): 32, 33
- ----. 2001.  Starchy Pollen in Commelinoid Monocots. Annals of Botany 87 (1 ): 109-116
- Lewis, CE; S Zona. 2000. A survey of cyanogenesis in palms (Arecaceae). Biochemical Systematics and Ecology 28 ( 3): 219-228
- La abreviatura «Zona» se emplea para indicar a Scott Zona como autoridad en la descripción y clasificación científica de los vegetales.[2]